# Rolf Schwarz-Schütte
Rolf Julius Schwarz-Schütte (* 12. Dezember 1920 in Bingen am Rhein; † 25. Juni 2019) war ein deutscher Unternehmer.

## Werdegang
Schwarz-Schütte gründete 1946 gemeinsam mit seinem Vater Anton Schwarz das Unternehmen Schwarz Pharma und baute es zum führenden Hersteller von Herz-Kreislauf-Medikamenten mit einem Umsatz von zuletzt 990 Millionen Euro aus.
Von 1988 bis 2000 war er Präsident der Gesellschaft von Freunden und Förderern der Heinrich-Heine-Universität Düsseldorf e. V., die ein Stiftungsvermögen von 30 Millionen Euro verwaltet. Daneben unterstützte er weitere soziale Einrichtungen. Von 1983 bis 1991 war er Präsident der Industrie- und Handelskammer Düsseldorf.
Rolf Schwarz-Schütte starb am 25. Juni 2019 im Alter von 98 Jahren. Postum benannte die Stadt Monheim am Rhein im Jahr 2022 einen Platz in der Stadt nach ihm.

## Ehrungen
- 1990: Großes Verdienstkreuz der Bundesrepublik Deutschland
- 1998: Ehrendoktorwürde der Heinrich-Heine-Universität Düsseldorf
- 2000: Ehrensenator der Heinrich-Heine-Universität Düsseldorf
- 2000: Ehrenring der Stadt Monheim
- 2011: Großes Verdienstkreuz mit Stern der Bundesrepublik Deutschland[3]
- Ehrenpräsident der Industrie- und Handelskammer Düsseldorf